# Semifinalele Cupei Suediei

## Semifinale
- Echipele care au jucat cel puțin o semifinală în Cupa Suediei.

| Club Sportiv   | Apariții | Sezoane |
| -------------- | -------- | --- |
| Malmö          | 31       | 1944, 1945, 1946, 1947, 1951, 1953, 1967, 1971, 1973, 1974, 1975, 1976, 1977, 1978, 1980, 1984, 1986, 1987, 1988, 1989, 1994, 1996, 1999, 2001, 2002, 2014, 2016, 2018, 2020, 2022, 2024 |
| AIK Solna      | 26       | 1943, 1946, 1947, 1949, 1950, 1969, 1970, 1972, 1974, 1975, 1976, 1985, 1986, 1988, 1991, 1995, 1996, 1997, 1999, 2000, 2001, 2002, 2009, 2018, 2019, 2024                               |
| Djurgårdens    | 20       | 1951, 1973, 1974, 1975, 1976, 1980, 1989, 1990, 1998, 2002, 2003, 2004, 2005, 2013, 2018, 2019, 2021, 2022, 2023, 2024                                                                   |
| Elfsborg       | 19       | 1942, 1943, 1944, 1945, 1949, 1967, 1977, 1981, 1984, 1993, 1997, 2001, 2002, 2003, 2005, 2014, 2015, 2020, 2022                                                                         |
| Göteborg       | 19       | 1945, 1979, 1982, 1983, 1986, 1989, 1990, 1991, 1995, 1999, 2000, 2004, 2007, 2008, 2009, 2011, 2013, 2015, 2020                                                                         |
| Helsingborgs   | 17       | 1941, 1944, 1946, 1947, 1950, 1953, 1981, 1990-91, 1994, 1995, 1998, 1999, 2006, 2009, 2010, 2011, 2014                                                                                  |
| Norrköping     | 17       | 1943, 1944, 1945, 1951, 1953, 1967, 1969, 1971, 1972, 1978, 1983, 1986, 1988, 1990-91, 1994, 2005, 2017                                                                                  |
| Hammarby       | 14       | 1953, 1977, 1979, 1983, 1985, 1996, 1998, 2004, 2008, 2010, 2016, 2021, 2022, 2023 |
| Kalmar         | 10       | 1969, 1978, 1981, 1987, 2006, 2007, 2008, 2010, 2011, 2016 |
| Östers         | 9        | 1974, 1977, 1981, 1982, 1985, 1990-91, 2004, 2006, 2013 |
| Häcken         | 9        | 1983, 1990, 2009, 2015, 2016, 2017, 2019, 2021, 2023 |
| Åtvidabergs    | 7        | 1946, 1951, 1970, 1971, 1973, 1979, 2005 |
| Landskrona     | 7        | 1949, 1972, 1973, 1976, 1984, 1993, 2007 |
| Halmstads      | 6        | 1942, 1982, 1985, 1995, 2003, 2024 |
| Örebro         | 5        | 1967, 1969, 1988, 2011, 2015 |
| Brage          | 4        | 1941, 1980, 1984, 1990 |
| GAIS           | 4        | 1942, 1947, 1987, 2001 |
| Eskilstuna     | 4        | 1942, 1993, 2007, 2019 |
| Örgryte        | 4        | 1997, 1998, 2000, 2013 |
| Halmia         | 3        | 1950, 1980, 1982 |
| Gefle          | 3        | 1989, 1997, 2006 |
| Brommapojkarna | 3        | 1990-91, 1996, 2017 |
| Mjällby        | 3        | 2010, 2020, 2023 |
| Degerfors      | 2        | 1941, 1993 |
| Kenty          | 2        | 1948, 1949 |
| Västerås       | 2        | 1979, 2021 |
| Luleå          | 2        | 1991, 1994 |
| Östersunds     | 2        | 2017, 2018 |
| Sleipner       | 1        | 1941 |
| Karlskoga      | 1        | 1943 |
| Fagerviks      | 1        | 1950 |
| Sandvikens     | 1        | 1970 |
| Nyköpings      | 1        | 1970 |
| Jönköpings     | 1        | 1971 |
| Karlstad       | 1        | 1972 |
| Saab           | 1        | 1975 |
| Heimer         | 1        | 1978 |
| Kvarnsvedens   | 1        | 1987 |
| Myresjö        | 1        | 1991 |
| Gunnilse       | 1        | 2000 |
| Assyriska      | 1        | 2003 |
| Enköpings      | 1        | 2008 |
| Sirius         | 1        | 2014 |

### Consecutiv
- Echipele care au jucat consecutiv trei sau mai multe semifinale.

| Club Sportiv | Consecutiv                                      | Total |
| ------------ | ----------------------------------------------- | ----- |
| Malmö        | 1973, 1974, 1975, 1976, 1977, 1978              | 6     |
| Djurgårdens  | 1973, 1974, 1975, 1976 – 2002, 2003, 2004, 2005 | 4     |
| Elfsborg     | 1942, 1943, 1944, 1945                          | 4     |
| AIK Solna    | 1999, 2000, 2001, 2002                          | 4     |
| Göteborg     | 1989, 1990, 1991 – 2007, 2008, 2009             | 3     |
| Norrköping   | 1943, 1944, 1945                                | 3     |
| Kalmar       | 2006, 2007, 2008                                | 3     |
| Helsingborgs | 2009, 2010, 2011                                | 3     |
| Häcken       | 2015, 2016, 2017                                | 3     |